# Baudolino (nome)
Baudolino  è un nome proprio di persona italiano maschile.

## Varianti
- Femminili: Baudolina[1][2]

## Origine e diffusione
Nome diffuso in Piemonte, e accentrato nello specifico in provincia di Alessandria, riflette il culto di san Baudolino, un longobardo che fu eremita presso Villa del Foro; negli anni 1970 se ne contavano circa centocinquanta occorrenze, più una quarantina del femminile. 
Si tratta in effetti di un nome di origine germanica, che in genere viene considerato una variazione già medievale del nome Baldovino; va però notato che Förstemann registra anche un nome Baudolenus, basato sulla radice baud (che ha significato ignoto e che è sovente confusa con bald, da cui Baldovino deriva).

## Onomastico
L'onomastico viene festeggiato il 10 novembre in ricordo di san Baudolino, eremita presso Alessandria.

## Il nome nelle arti
- Baudolino è un personaggio dell'omonimo romanzo di Umberto Eco.